# Провина

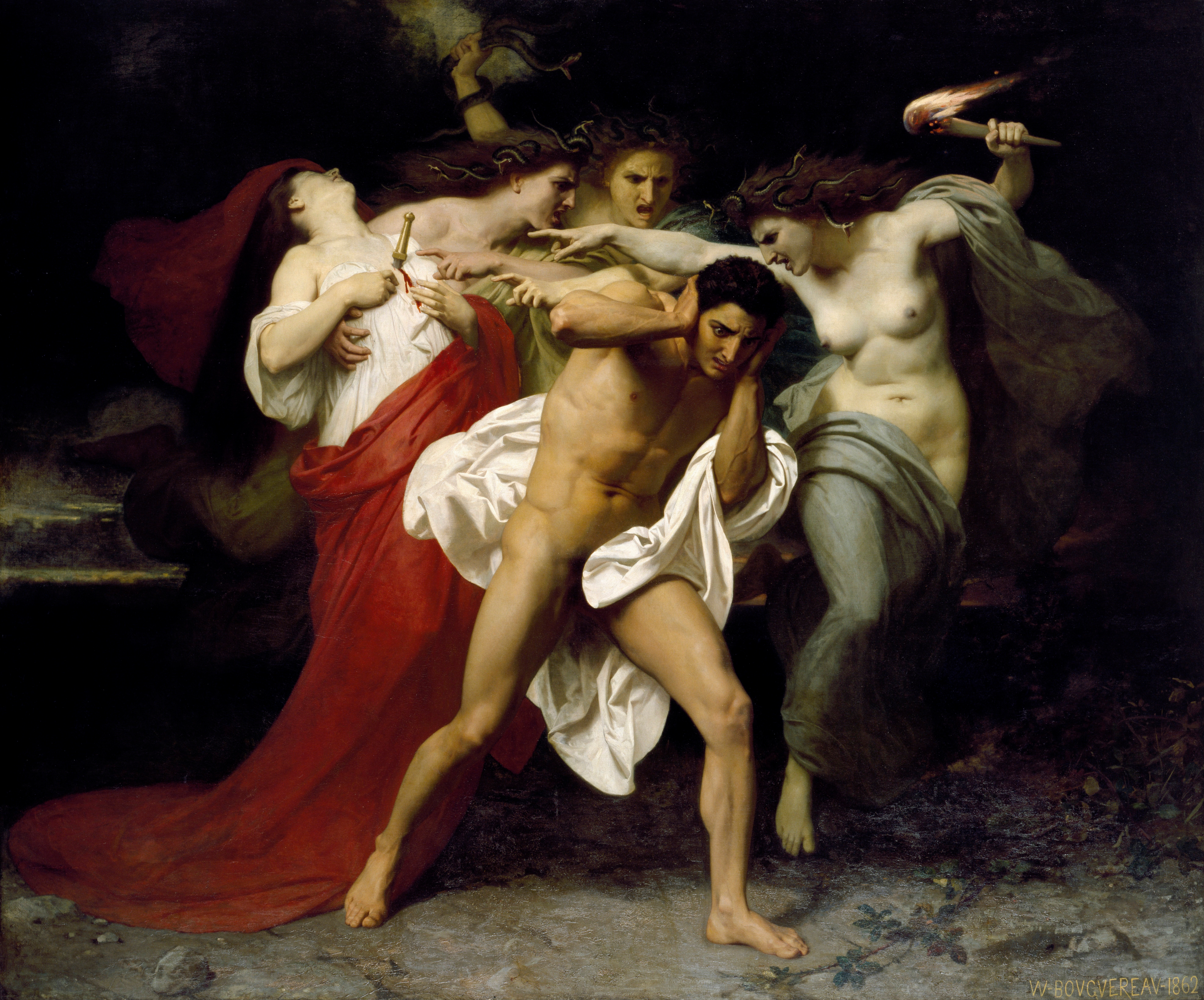
Орестові докори сумління, Адольф Вільям Бугро

Прови́на, почуття́ прови́ни, вина́ — це емоційний досвід, який виникає, коли людина вірить або усвідомлює — точно чи ні — що вона порушила власні стандарти поведінки або порушила загальнолюдські моральні норми і несе за це порушення значну відповідальність. Провина тісно пов'язана з поняттям каяття, а також сорому.
Провина є важливим фактором збереження симптомів обсесивно-компульсивного розладу.

## Психологія
Вина та пов'язані з нею причини є загальноприйнятими темами в психології та психіатрії. Як у спеціалізованій, так і в звичайній мові, почуття провини — це афективний стан, коли людина переживає внутрішній конфлікт, зробивши те, що як здається, не повинна була робити (або навпаки, не зробивши того, що вважає, що мала б зробити). Це породжує відчуття, яке не зникає легко — «сумління».

### Поведінкові реакції
Почуття провини може спонукати подальшу доброчесну поведінку. Люди, які почуваються винними, можуть частіше проявляти стриманість, уникати самовдоволення і виявляти менше упереджень. Почуття провини спонукає до репаративної поведінки, щоб полегшити негативні емоції, які вона породжує. Люди часто беруть участь у цілеспрямованій та конкретній репаративній поведінці щодо осіб, яких вони образили.

### Відсутність провини у психопатів
Особам з високим рівнем психопатії не вистачає справжнього почуття провини чи каяття в шкоді, яку вони могли заподіяти іншим. Натомість вони раціоналізують свою поведінку, звинувачують когось іншого або відмовляють у цьому прямо. Людина з психопатією має тенденцію шкодити собі чи іншим. Вони мало здатні планувати майбутнє. Людина з психопатією ніколи не визнає себе винною, оскільки вона зробить все, що потрібно, щоб принести собі користь без застережень. Людина, яка не відчуває провини чи каяття, не мала б підстав вважати себе винною в чомусь, що вона зробила з наміром заподіяти шкоду іншій людині. Психологи розглядають це як частину відсутності моральних міркувань (у порівнянні з більшістю людей), нездатність оцінювати ситуації в моральних рамках та нездатність розвивати емоційні зв'язки з іншими людьми через відсутність емпатії.

## Колективна провина
Колективна провина (або групова провина) — це неприємна і часто емоційна реакція, яка виникає у групи осіб, коли вважається, що група незаконно завдала шкоди членам іншої групи. Це часто є результатом «спільного використання соціальної ідентичності з іншими, чиї дії представляють загрозу позитиву цієї ідентичності». Щоб людина відчула колективну провину, вона повинна визнати себе частиною внутрішньої групи. «Це спричиняє перцептивний зсув від мислення про себе з точки зору» я «і» я «до» нас «або» ми ".

## Культурологічний погляд
Традиційне японське суспільство, корейське суспільство та китайська культура іноді називають «заснованими на соромі», а не «заснованими на провині», оскільки соціальні наслідки «спіймання» розглядаються як важливіші за індивідуальні почуття чи досвід агента (див. роботу Рут Бенедикт). Це може призвести до більшої зосередженості на етикеті, а не на етиці, як її розуміють у західній цивілізації.
Християнство та іслам успадковують більшість уявлень про вину від юдаїзму, перських та римських ідей, здебільшого у тлумаченні Августина, який адаптував ідеї Платона до християнства.

### В літературі
Провина є головною темою у фільмах Джона Стейнбека «На Схід від Едему», «Злочин і покарання» Федора Достоєвського, «Трамвай на ім'я бажання» Теннессі Вільямса, п'єсі «Макбет» Вільяма Шекспіра, «Серце», що розповідає Чорний кіт Едгара По. інші твори літератури.

### У християнській Біблії
У християнській Біблії почуття провини — це не просто емоційний стан, а юридичний стан гідний покарання. Єврейська Біблія не має унікального слова для вини, але використовує одне слово для позначення: «гріх, вина за нього, покарання за нього і жертва за нього». Грецький Новий Завіт використовує слово для вини, що означає «стояти під засудженням за гріх» (наприклад, Римлянам 3:19). У тому, що християни називають «Старим Завітом», християни вважають, що Біблія вчить, що за допомогою жертви можна прощати гріхи (юдаїзм категорично відкидає цю ідею, вважаючи, що прощення гріха відбувається виключно через покаяння, і роль жертв була для спокути. гріхів, скоєних випадково чи незнанням). У Новому Завіті сказано, що це прощення дано, як написано в 1 Коринтянам 15: 3–4: "Бо те, що я отримав, передав вам першочергово: Христос помер за наші гріхи згідно з Писанням, за те, що був похований, що він був піднятий на третій день згідно з Писанням ". Деякі вважають, що Старий та Новий Завіти мають різні думки щодо припинення провини, оскільки Старий Завіт підпорядковувався Ері Закону, а Нові Завіти замінюють Еру Закону на теперішню Еру Благодаті. Однак і в Старому Завіті, і в Новому Завіті спасіння було надане на основі Божої благодаті та прощення (Буття 6: 8; 19:19; Вих. 33: 12–17; 34: 6–7). Жертвоприношення тварин були лише символом майбутньої жертви Ісуса Христа (Євр. 10: 1–4; 9–12). Весь світ винен перед Богом за те, що він покинув його і його дороги (Рим 3:19). В Ісусі Христі Бог взяв на себе гріхи світу і помер на хресті, щоб сплатити наш борг (Рим. 6:23). Ті, хто кається і приймає жертву Ісуса Христа за свої гріхи, будуть викуплені Богом і, отже, не винні перед ним. Їм буде дано вічне життя, яке набуде чинності, коли Ісус прийде вдруге (1 Сол. 4: 13–18). На відміну від сусідніх держав, котрі відповідали на свою провину людською жертвою, ізраїльські автори Біблії називали це мерзотою (1 Царів 11: 7, Єр 32:35). Біблія погоджується з язичницькими культурами, що провина створює ціну, яку хтось повинен заплатити (Євр 9:22). (Це припущення було висловлене в попередньому розділі «Захист»: "Винні люди карають себе, якщо вони не мають можливості компенсувати проступки, що спричинили їхнє почуття провини. Було встановлено, що самопокарання не відбувалося, якщо люди мали можливість щоб компенсувати жертву за їх провину «.) Але на відміну від язичницьких божеств, які вимагали, щоб це було заплачено людьми, Бог, згідно з Біблією, любив нас так, щоб заплатити Сам, як це зробив би добрий батько, називаючи нас Своїми» дітьми " і називаючи Себе нашим «батьком» (Мат. 5:45).